# BIL.COOP
BIL.COOP är en samarbetsorganisation för bilpooler i Skandinavien. 
Bildades 8 november 2002 i samband med en bilpoolskonferens i Stockholm.
De fyra först anslutna medlemmarna var Bilkollektivet i Oslo, Lunds bilpool, Majornas bilkooperativ (Göteborg) och Stockholms bilpool.
Under år 2015 ombildades BIL.COOP till Bilpoolernas Riksförbund, Bil.Coop och är sedan dess en ideell förening som samlar ideella och små kommersiella bilpooler som är oberoende från fordonsindustrin.